# Teufelsbrücke (Finkenberg)

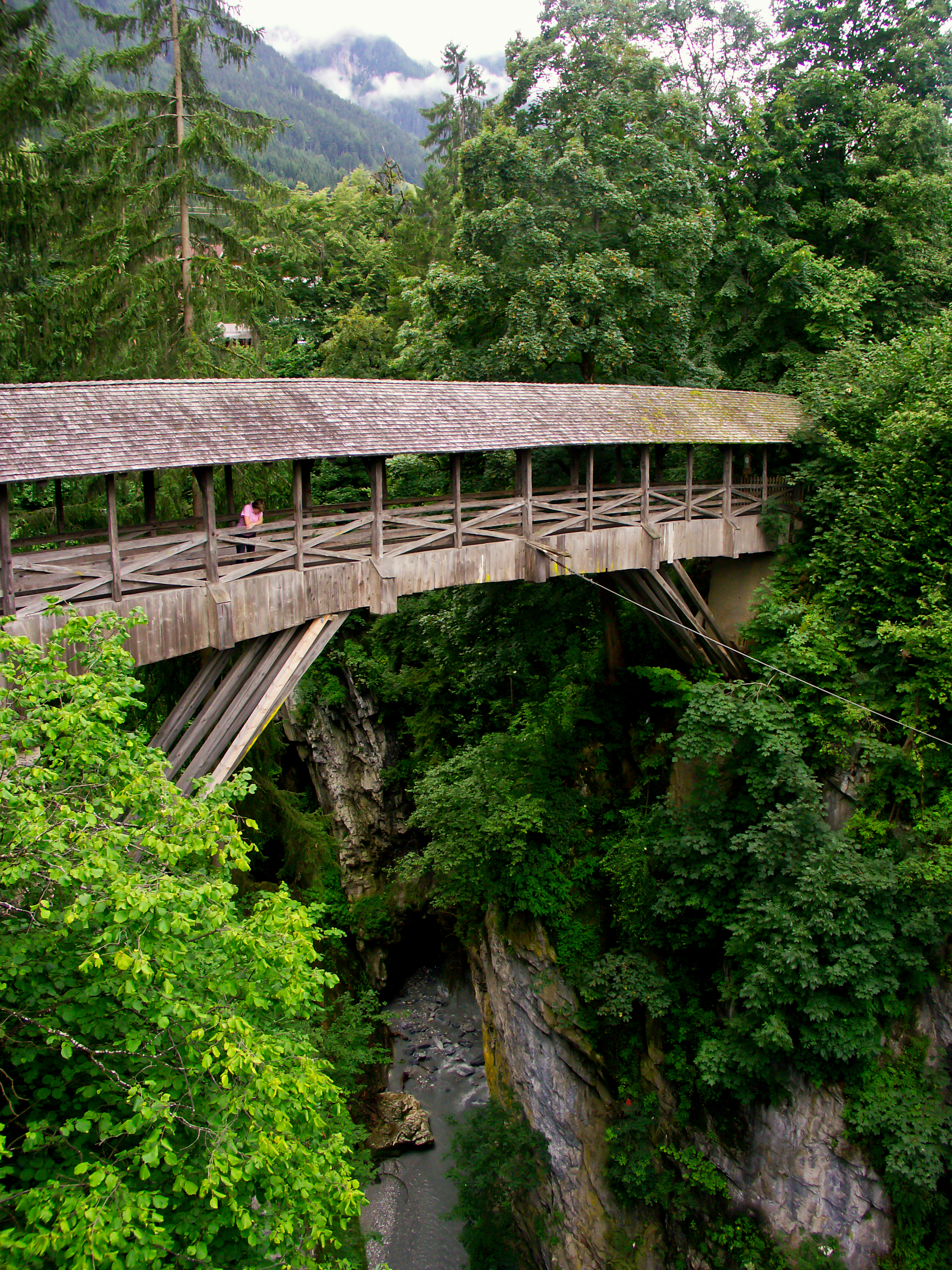
Teufelsbrücke über den Tuxbach bei Finkenberg

Die Teufelsbrücke, auch Teufelssteg genannt, ist eine gedeckte Holzbrücke, die über die Klamm des Tuxbachs in Finkenberg in Tirol führt. Die 1876 erbaute Brücke steht unter Denkmalschutz (Listeneintrag) und verbindet die Weiler Persal im Norden und Dornau im Süden.
Eine Sage zum Bau ähnelt derjenigen über die Teufelsbrücke über die Schöllenen in der Schweiz. Dieser Legende zufolge soll der Teufel die Brücke für die Anwohner errichtet haben, dafür jedoch das erste Wesen, das den Steg überquerte, gefordert haben. Ein kluger Bauer überlistete ihn daraufhin, indem er als erstes einen Ziegenbock über die Teufelsbrücke trieb. Eine weitere Sage führt den Namen des zuvor als Höchster Steg bekannten Übergangs auf einen Burschen zurück der auf der Brücke einen Meineid geleistet und sein uneheliches Kind verleugnet haben soll und zur Strafe in die Tiefe gestürzt wurde. Diese Sagen waren bereits vor der Errichtung der heutigen Brücke bekannt und bezogen sich somit auf vorhergehende Bauten, die schon früher, in der ersten Hälfte des 19. Jahrhunderts, beschrieben wurden. Auch dieser Vorgängersteg war bereits mit Geländer und Dach versehen.